# Brusek
Brusek (zwany również Brunek, czes. Brousek) – szczyt o wysokości 1115,9 m n.p.m., w południowo-zachodniej Polsce w Górach Bialskich w Sudetach Wschodnich.

## Położenie
Wzniesienie, położone na granicy polsko-czeskiej, w południowo-wschodniej części Gór Bialskich w Sudetach Wschodnich, około 5,5 km, na południowy wschód od małej wioski Bielice.

## Fizjografia
Graniczne wzniesienie o zróżnicowanych zboczach i niewielkim skalnym wierzchołku zauważalnym w terenie. Wznosi się na obszarze Śnieżnickiego Parku Krajobrazowego, w krótkim grzbiecie odchodzącym na południowy zachód od Smreka, położonego po czeskiej stronie. Wyrasta na krawędzi „worka bialskiego” minimalnie ponad wierzchowinę z prawie płaskiej grani granicznej między wzniesieniem Smrek po północno-wschodniej stronie wznoszącym się po czeskiej stronie i wzniesieniem Postawna, po południowo-zachodniej stronie. Stanowi boczną, południowo-zachodnią, spłaszczoną kulminacją rozległej wierzchowiny masywu Smreka. Wzniesienie ma postać wydłużonego płaskiego kopca o opadającym stromo zachodnim zboczu w kierunku doliny rzeki Białej Lądeckiej i prawie niewidocznym spadku północno-wschodniego zbocza, które niezauważalnie przechodzi w zbocza sąsiedniego wzniesienia Smrek. Południowo-zachodnie zbocze wąskim prawie płaskim pasem granicznego grzbietu minimalnie opada w stronę rozległej i płytkiej przełęczy Bielskie Siodło oddzielającej wzniesienie od Postawnej i Travnej hory wyższej o kilka metrów. Zbocze południowo-wschodnie stromo schodzi w kierunku doliny czeskiego potoku Brenna. Wzniesienie zbudowane ze skał metamorficznych, łupków łyszczykowych i gnejsów gierałtowskich, a w kulminacji wzniesienia – kwarcytów. Najbliższe otoczenie partii szczytowej zajmuje niewielka słabo zalesiona polana porośnięta borówką brusznicą i borówką czarną. Skalny wierzchołek szczytu porastają skarłowaciałe szczątkowe resztki pierwotnego lasu świerkowego z domieszką jarzębiny, zbocza porośnięte w większości naturalnym lasem regla dolnego, a w partiach szczytowych regla górnego.

## Inne
- Wzniesienie stanowi teren dziki i niecywilizowany, z rzadkimi gatunkami flory i fauny. Wzniesienie pod koniec XX wieku dotknęły zniszczenia wywołane katastrofą ekologiczną w Sudetach.
- Na południowo-wschodnim zboczu poniżej szczytu położone jest źródło Brousek czes. Pramen Brousek lewego dopływu górskiego potoku Brenna.
- Wzniesienie zaliczane do grupy najwyższych szczytów Gór Bialskich.
- Przez szczyt wzniesienia przebiega granica kontynentalnego działu wód.
- Na południowy wschód od szczytu na Przełęczy u Trzech Granic znajduje się trójstyk historycznych granic trzech krain: Śląska, Moraw i ziemi kłodzkiej.
- Według (Regionalizacji fizycznogeograficznej Polski) J. Kondrackiego, Góry Bialskie są częścią Gór Złotych, więc wzniesienie zaliczane jest do Gór Złotych.
- Kulminację wzniesienia, podobnie jak pobliskiej Travnej hory przykrywa niewielka (?) ławica kwarcytu uwarstwionego prawie poziomo, gdy pobliskie odsłonięcia, głównie gnejsów wskazują na znaczne wartości upadu warstw.
- Po zachodniej stronie skalistego wierzchołka ślady dawnej eksploatacji kwarcytu, a w pobliskiej dolinie Białego Spławu (górny odcinek rz. Białej Lądeckiej) fragment drogi do Bielic wybrukowano identycznym kamieniem (około 0,5 km).
- Wysokości wzniesień i przełęczy w rejonie Gór Bialskich i częściowo w Górach Złotych nie są dokładnie określone, materiały źródłowe oraz mapy podają wysokości różniące się nawet o kilka metrów. Najlepsze dane wysokości można uzyskać z map topograficznych w skali 1:10 000 lub w Ośrodku dokumentacji geodezyjno-kartograficznej w Bystrzycy Kłodzkiej – według tych danych szczyt ten ma wysokość 1115,87 m n.p.m.

## Turystyka
Szczyt nie jest oznakowany i na szczyt nie prowadzi żaden znakowany szlak turystyczny.
Poniżej szczytu po czeskiej stronie prowadzą szlaki turystyczne
- zielony – szlak turystyczny prowadzący z czeskiej miejscowości Branná, przechodzi wschodnim zboczem w odległości około 500 metrów od wierzchołka.
- niebieski – szlak turystyczny prowadzący z czeskiej miejscowości Stare Mesto, przechodzi wschodnim zboczem w odległości około 500 metrów od wierzchołka.
- Do szczytu dochodzi się wzdłuż granicy państwa, wąskim pasem pozbawionym drzew od strony Przełęczy u Trzech Granic, lub leśną ścieżką od strony czeskiej od źródła Brousek, obok którego przechodzi zielony i niebieski szlak turystyczny.
- Szczyt położony jest na płaskim słabo zalesionym terenie i nie stanowi punktu widokowego. Ze zboczy Bruska rozciąga się ograniczona panorama na Góry Bialskie, Wysoki Jesionik, Góry Złote, Masyw Śnieżnika i dolinę Białej Lądeckiej[2].